# Jean Cussac
Jean Cussac est un chanteur (baryton) et directeur musical français né le 31 mai 1922 à Paris.

## Biographie
Après des études de chant lyrique au Conservatoire national supérieur de Paris, il se tourne vers le jazz et intègre à leur création en 1962 les Swingle Singers, aux côtés d'Anne Germain, Jeanette Beaucomont, Christiane Legrand, Jean-Claude Briodin, Claude et José Germain. Ils enregistrent ensemble de nombreux albums et reçoivent plusieurs prix dont le Grammy Award du meilleur nouvel artiste en 1964 et le Grand Prix du disque de l'Académie Charles-Cros.
La même année, il est choisi pour être la voix chantée du prince lors du redoublage de Blanche-Neige et les Sept Nains. Il entame dès lors une collaboration régulière avec les studios Disney comme chanteur (Les 101 Dalmatiens, Merlin l'Enchanteur, Mary Poppins, Le Livre de la jungle, Pinocchio), puis comme directeur musical (Dumbo, Rox et Rouky, Basil, détective privé, La Belle et le Clochard), occasion pour lui de poursuivre sa collaboration avec ses partenaires des Swingle.
En tant que directeur musical, il supervise également entre autres Brisby et le Secret de NIMH (1982), Annie et Fievel et le Nouveau Monde (1986).
Il participe parallèlement à l'enregistrement des chansons de films français comme Les Parapluies de Cherbourg (1964) ou Moi y'en a vouloir des sous (1973) et à des albums comme L'Aigle noir de Barbara (1970) ou Les Chansons de Sylvain et Sylvette.
Il n'en abandonne pas moins le répertoire lyrique, enregistrant entre autres la Messe du Couronnement de Mozart, Les Malheurs d'Orphée de Darius Milhaud aux côtés de Claudine Collart, Janine Collard, Jacqueline Brumaire, Bernard Demigny et André Vessières. Il a également été maître de chapelle à l’église Saint-Louis-des-Invalides à Paris.